# Aplocheilichthys brichardi
Aplocheilichthys brichardi és una espècie de peix pertanyent a la família dels pecílids.

## Descripció
- Pot arribar a fer 3 cm de llargària màxima (normalment, en fa 2,2).[5][6][7]

## Hàbitat
És un peix d'aigua dolça, bentopelàgic i de clima tropical (24 °C-29 °C).

## Distribució geogràfica
Es troba a Àfrica: conca del riu Congo, incloent-hi el llac Tumba.

## Vida en captivitat
És molt difícil de mantindre'l en un aquari.

## Observacions
És inofensiu per als humans.